# Andrásfa
Andrásfa là một thị trấn thuộc hạt Vas, Hungary. Thị trấn này có diện tích 8,23 km², dân số năm 2010 là 311 người, mật độ 38 người/km².